# Distretto di Khong
Il distretto di Khong è uno dei dieci distretti (mueang) della provincia di Champasak, nel Laos.  Ha come capoluogo la città di Khong.